# Estació de Llucmajor
Llucmajor és una estació de la L4 del Metro de Barcelona situada sota el Passeig del Verdum al districte de Nou Barris de Barcelona i es va inaugurar el 19 d'abril de 1982.
| Metro de Barcelona     |           |                                              |          |                        |
| Procedència/Destinació | <         | Línia                                        | >        | Procedència/Destinació |
| Trinitat Nova          | Via Júlia | Logotip de la Línia 4 del metro de Barcelona | Maragall | La Pau                 |

## Accessos
- Passeig del Verdum
- Plaça dels Jardins d'Alfàbia